# Радіоактивні мінерали
Радіоактивні мінерали (рос. радиоактивные минералы, англ. radioactive minerals, нім. radioaktive Minerale n pl) — мінерали, які містять радіоактивні елементи у кількостях, що значно перевищують їх середній вміст у земній корі.
Відомо близько 250 радіоактивних мінералів.
За радіоактивністю мінерали поділяються на 4 групи: 
1) Мінерали урану, як найбільш радіоактивні (первинні — уранініт, настуран, вторинні — карбонати, фосфати, сульфати уранілу та ін.), торію (торіаніт, торит, монацит та інші), а також розсіяні елементи сімейства урану, торію та інші. 
2) Підвищеної радіоактивності: мінерали, що вміщують калій-40 (польові шпати, калійні солі). 
3) Середньорадіоактивні: магнетит, лімоніт, сульфіди та інше. 
4) Низько-радіоактивні: кварц, кальцит, кам'яна сіль тощо. 
Серед власне радіоактивних мінералів, розрізняють дві групи: 1) ті, в яких уран (238U, 235U) і торій (232Th) є мінералотвірними елементами; 2) мінерали, до складу яких радіоактивні елементи входять як ізоморфні домішки.

## Інтернет-ресурси
- Радіоактивні мінерали. Вебсайт Великої української енциклопедії (укр.).
- Геологічний словник